# Noah Billingsley
Noah James Billingsley (Wellington, 6 agosto 1997) è un calciatore neozelandese, difensore dell'Eastern Suburbs.